# 初霜
初霜（はつしも）とは、その年の秋から冬にかけて最初に降りる霜のこと。あるいは、その霜が降りた日（霜の初日）のこと。

## 概要
1981 - 2010年の平均では、旭川は10月8日、札幌は10月25日、仙台は11月10日、東京は12月20日、名古屋は11月27日、京都は11月18日、大阪は12月5日、福岡は12月12日頃。地域により時期に大きな差があるが、最低気温の低さと相関性が高く、平均気温が同じ地点で比較すれば、沿岸よりも朝の冷え込みが厳しい内陸や高地の方が早い。1941 - 1970年の平年値分布図では、北海道道央から道東にかけての高地で9月、北海道や北東北の大部分、南東北から飛騨山脈にかけての内陸、中国山地や九州山地の一部で10月、その他の九州以北の大部分で11月、九州から房総半島にかけての南岸や西岸で部分的に12月となっている。
目安としては晴れて風の穏やかな放射冷却の強い朝で最低気温が5 - 6°C程度とされ、この気温のとき地表面温度がちょうど0°C前後となり霜が降り始める。ただ、雨や雪が降っているとき、湿度が低く地表面でも露点に達しないとき、風が強く大気がかき混ぜられて気温が下がりにくいときなどは、霜が降りないことがある。霜は農作物に凍霜害を引き起こすため、初霜の時期は霜への対策を始める目安となる。
日本の多くの地域では、初霜のあと初雪が訪れることが多いが、初雪の方が早い場合もある。なお1981 - 2010年の平均では、新潟、金沢、神戸、広島では初雪の方が僅かに早く、稚内では16日、下関では29日、それぞれ初雪の方が早い。また同様に初霜より初氷のほうが遅いが、例外がある。
都市化によるヒートアイランド現象と地球温暖化の影響で、近年は遅くなる傾向にある。東京における変化を見ると、1930年代までは11月中心で12月の観測例は皆無、10月下旬の初霜も見られたが、1970年代後半から12月中心となり、1月にまでずれ込む年が出始める。1988 - 1989年冬の11月27日を最後に、11月の初霜は観測されていない。また1994 - 1995年冬は2月6日と、異常な遅さだった。
なお、ベンケイソウ科の多肉植物、Graptopetalum paraguayenseは「初霜」の園芸名で古くから日本で栽培されてきた。グラプトペタルム参照。

## 平年値
| 都市                   | 初霜     | \| 初霜から終霜までの期間 \| \| \| ▷10/1 \| 5/31◁ \| | 終霜    |
| ---------------------- | -------- | ---------------------------------------------------- | ------- |
| 旭川                   | 10月09日 | 216日                                                | 5月12日 |
| 網走                   | 10月26日 | 191日                                                | 5月04日 |
| 釧路                   | 10月20日 | 202日                                                | 5月09日 |
| 帯広                   | 10月11日 | 209日                                                | 5月07日 |
| 札幌                   | 10月25日 | 184日                                                | 4月26日 |
| 室蘭                   | 11月12日 | 158日                                                | 4月18日 |
| 函館                   | 10月22日 | 193日                                                | 5月02日 |
| 青森                   | 11月01日 | 173日                                                | 4月22日 |
| 盛岡                   | 10月26日 | 186日                                                | 4月29日 |
| 秋田                   | 11月16日 | 150日                                                | 4月14日 |
| 山形                   | 11月04日 | 172日                                                | 4月24日 |
| 仙台                   | 11月14日 | 145日                                                | 4月07日 |
| 福島                   | 11月12日 | 148日                                                | 4月08日 |
| 水戸                   | 11月11日 | 145日                                                | 4月04日 |
| 宇都宮                 | 11月07日 | 160日                                                | 4月15日 |
| 前橋                   | 11月22日 | 127日                                                | 3月28日 |
| 熊谷                   | 11月19日 | 129日                                                | 3月29日 |
| 銚子                   | 12月16日 | 82日                                                 | 3月07日 |
| 東京                   | 12月23日 | 54日                                                 | 2月14日 |
| 横浜                   | 12月15日 | 76日                                                 | 2月28日 |
| 甲府                   | 11月08日 | 159日                                                | 4月15日 |
| 長野                   | 11月01日 | 177日                                                | 4月26日 |
| 新潟                   | 11月27日 | 125日                                                | 3月31日 |
| 富山                   | 11月25日 | 133日                                                | 4月06日 |
| 金沢                   | 12月04日 | 115日                                                | 3月28日 |
| 福井                   | 11月28日 | 130日                                                | 4月06日 |
| 静岡                   | 12月01日 | 113日                                                | 3月23日 |
| 名古屋                 | 11月30日 | 112日                                                | 3月21日 |
| 岐阜                   | 11月24日 | 129日                                                | 4月01日 |
| 津                     | 12月10日 | 91日                                                 | 3月10日 |
| 彦根                   | 11月27日 | 128日                                                | 4月03日 |
| 京都                   | 11月24日 | 132日                                                | 4月04日 |
| 奈良                   | 11月18日 | 144日                                                | 4月10日 |
| 大阪                   | 12月10日 | 99日                                                 | 3月18日 |
| 神戸                   | 12月31日 | 66日                                                 | 3月06日 |
| 和歌山                 | 12月20日 | 80日                                                 | 3月09日 |
| 岡山                   | 12月14日 | 79日                                                 | 3月02日 |
| 広島                   | 12月19日 | 80日                                                 | 3月08日 |
| 鳥取                   | 12月09日 | 114日                                                | 4月01日 |
| 松江                   | 11月28日 | 133日                                                | 4月09日 |
| 高松                   | 12月01日 | 116日                                                | 3月26日 |
| 徳島                   | 12月18日 | 87日                                                 | 3月14日 |
| 松山                   | 12月07日 | 103日                                                | 3月19日 |
| 高知                   | 11月29日 | 104日                                                | 3月12日 |
| 下関                   | 01月11日 | 45日                                                 | 2月24日 |
| 福岡                   | 12月13日 | 90日                                                 | 3月12日 |
| 佐賀                   | 11月30日 | 116日                                                | 3月25日 |
| 長崎                   | 12月09日 | 95日                                                 | 3月13日 |
| 大分                   | 12月08日 | 103日                                                | 3月20日 |
| 熊本                   | 11月25日 | 126日                                                | 3月30日 |
| 宮崎                   | 12月02日 | 108日                                                | 3月19日 |
| 鹿児島                 | 12月15日 | 74日                                                 | 2月26日 |
| 初霜から終霜までの期間 |          |                                                      |         |
| ▷10/1                  | 5/31◁    |                                                      |         |

- 旭川は統計のある気象官署では最も初霜が早く、終霜が遅い。

## 最早・最遅の値
初霜
- 北海道内の観測官署で最も早い初霜は札幌で1888年9月9日（1877年統計開始）[1]。
- 札幌で最も早い初霜は1888年9月9日、最も遅い初霜は2005年11月15日。
- 仙台で最も早い初霜は1944年10月3日、最も遅い初霜は2004年12月3日（1927年統計開始）[2]。
- 東京で最も早い初霜は1909年と1937年の10月21日、最も遅い初霜は1995年の2月6日（1876年10月統計開始）[3]。
- 名古屋で最も早い初霜は1899年10月13日、最も遅い初霜は2004年12月18日（1891年統計開始）[4]。
- 福岡で最も早い初霜は1903年10月21日、最も遅い初霜は2005年1月21日（1932年統計開始）[5]。

終霜
- 北海道内の観測官署で最も遅い終霜は旭川で1908年7月7日（1889年統計開始）[6]。
- 札幌で最も遅い終霜は1908年6月28日、最も早い終霜は1995年4月5日。
- 仙台で最も遅い終霜は1928年5月20日、最も早い終霜は2008年3月8日[7]。
- 東京で最も遅い終霜は1926年の5月16日、最も早い終霜は1995年の12月11日[8]。東京で1995 - 1996年と1996 - 1997年の冬は霜を1日しか観測しなかった（1995年12月11日、1996年12月30日）。
- 名古屋で最も遅い終霜は1902年5月13日、最も早い終霜は1998年3月3日[9]。